# Tyrfing
Este artículo trata de la espada mitológica. El artículo sobre el grupo de música se puede ver en Thyrfing

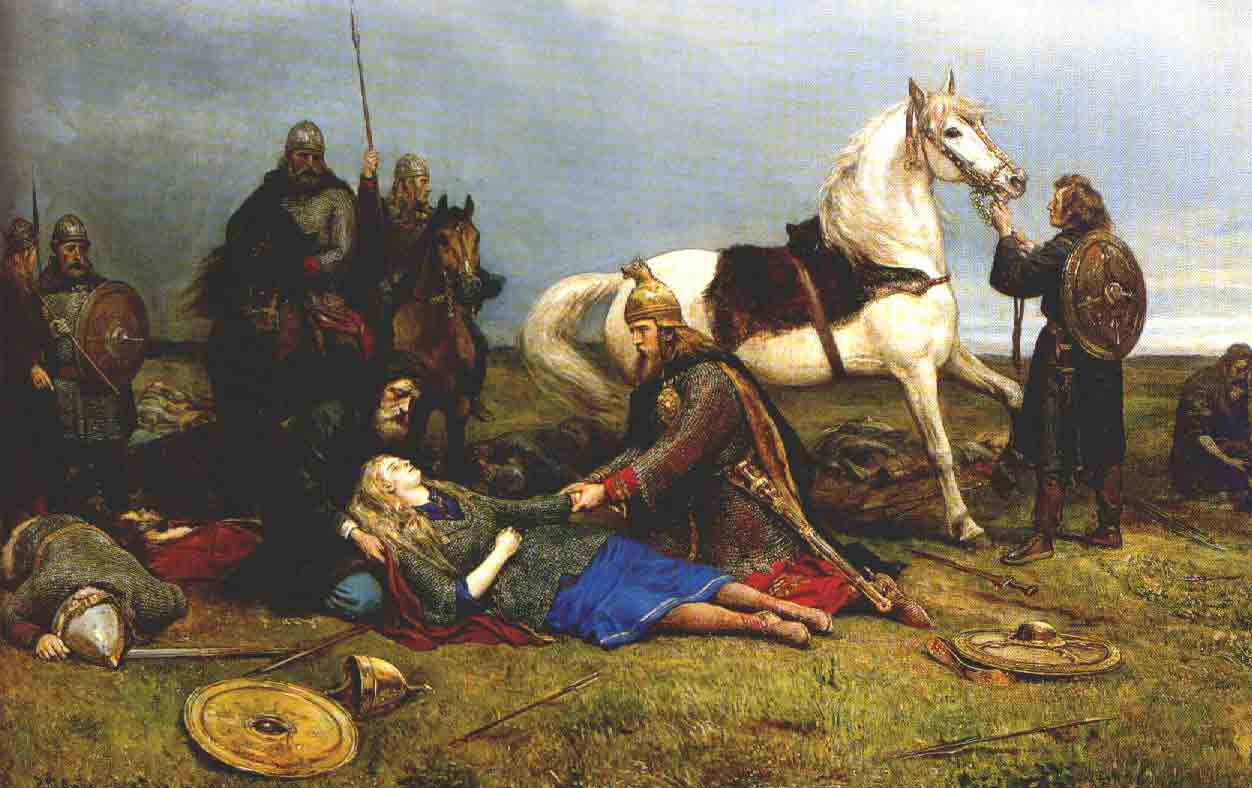
La doncella escudera Hervör muere tras una batalla con los hunos en la Saga de Hervör, saga épica islandesa del. Pintura de Peter Nicolai Arbo.

Tyrfing, conocida también como Thyrfing, es una espada de la mitología nórdica que aparece en el poema de la Edda poética llamado El Despertar de Angantýr, y en la saga de Hervarar. En la ópera de Richard Wagner, el rey Alberich se la entrega a Odín.
Tyrfing es una espada maldita. Es portadora de la desgracia, debiendo matar a algún hombre cada vez que es desenvainada.
Svafrlami de Gardariki, un rey de la estirpe de Odín, obligó a unos enanos a forjar la espada llama Tyrfing (en español: segadora, asesina). Los enanos en venganza echaron una maldición sobre ella, de forma que su amo debería morir, ninguna de las heridas que causara se podría curar y sería la portadora de tres grandes males. Svafrlami muere en manos del berserker Arngrim, quien hereda la espada y secuestra por la fuerza a Eyfura, que convierte en su mujer y tiene doce hijos. Ongenþeow, el mayor de todos ellos, y sus hermanos, mueren cerca de Upsala por un holmgang (duelo) entre Hjalmar y su hermano de sangre Örvar-Oddr; pero Hjalmar, herido por Tyrfing, solo tiene tiempo para cantar su canción de muerte. La hija de Ongenþeow, Hervör es entregada como una alianza matrimonial, ignorando su parentesco. Cuando ella lo descubre, la furia de la guerra la posee, se arma como una skjaldmö y se dirige hacia Munarvoe en Samsø, en busca de la espada maldita de los enanos.

## Otros usos
La espada Tyrfing hace aparición en diversos videojuegos:
- Fire Emblem: Seisen no Keifu.
- Castlevania: Symphony of the Night.
- Final Fantasy III.
- God of War: Ragnarök.
- Soul Calibur V.
- Soul Calibur VI.